# 考鍬甲屬
考鍬形蟲屬（學名：Colophon），又名尖顎鍬形蟲屬或開普敦鍬形蟲屬，全屬皆是南非的特有種小型的鍬形蟲，後翅已經退化無飛行能力，每一個物種都被限制在其分佈的山區。
考鍬形蟲屬的標本價值很高，故此對它們的生存造成威脅。它們現已受到《瀕危野生動植物種國際貿易公約》所保護，禁止其貿易或交易，只容許為科學研究進行的有限採集。
所有考鍬形蟲屬都被世界自然保護聯盟列為瀕危物種，當中的普氏尖顎鍬形蟲更處於極危狀況。

## 物種
以下是考鍬甲屬的物種：
- 巴氏尖顎鍬形蟲（C. barnardi）
- 貝氏尖顎鍬形蟲（C. berrisfordi）
- 喀氏尖顎鍬形蟲（C. cameroni）
- 凱森尖顎鍬形蟲（C. cassoni）
- 依斯特尖顎鍬形蟲（C. eastmani）
- C. endroedyi
- 豪氏尖顎鍬形蟲（C. haughtoni）
- 伊氏尖顎鍬形蟲（C. izardi）
- 川井氏尖顎鍬形蟲（C. kawaii）
- 山尖顎鍬形蟲（C. montisatris）
- 涅氏尖顎鍬形蟲（C. neli）
- 歐氏尖顎鍬形蟲（C. oweni）
- 普氏尖顎鍬形蟲（C. primosi）
- 斯氏尖顎鍬形蟲（C. stokoei）
- 湯氏尖顎鍬形蟲（C. thunbergi）
- 魏氏尖顎鍬形蟲（C. westwoodi）
- 懷氏尖顎鍬形蟲（C. whitei）